# 馬德里—巴塞隆拿鐵路
馬德里－巴塞隆拿鐵路（西班牙語：Línea Madrid-Barcelona）是連接西班牙首都馬德里與第二大城市巴塞隆拿的國鐵路線。自從2008年馬德里－巴塞隆拿高速鐵路通車後，此線現時主要作本地通勤鐵路和區域運輸用途。

## 走線
鐵路通過若干重要的城市，包括瓜達拉哈拉、薩拉戈薩、萊里達、雷烏斯及塔拉戈納。在卡塞塔斯與卡塞塔斯－畢爾包鐵路交匯。在高速鐵路通車以前，經此線來往馬德里至巴塞隆拿需時達7小時。